# Finlanda Centrală
Finlanda Centrală (finlandeză Keski-Suomen maakunta, suedeză Mellersta Finlands landskap) este una dintre cele 20 regiuni ale Finlandei. Capitala sa este orașul Jyväskylä.

## Comune
Finlanda Centrală are în componență 30 comune:
| - Hankasalmi - Joutsa - Jyväskylä - Jyväskylän maalaiskunta - Jämsä - Jämsänkoski - Kannonkoski - Karstula - Keuruu - Kinnula | - Kivijärvi - Konnevesi - Korpilahti - Kuhmoinen - Kyyjärvi - Laukaa - Leivonmäki - Luhanka - Multia - Muurame | - Petäjävesi - Pihtipudas - Pylkönmäki - Saarijärvi - Sumiainen - Suolahti - Toivakka - Uurainen - Viitasaari - Äänekoski |

1. ↑   (PDF) https://www.maanmittauslaitos.fi/sites/maanmittauslaitos.fi/files/attachments/2021/01/Vuoden_2021_pinta-alatilasto_kunnat_maakunnat.pdf Lipsește sau este vid: |title= (ajutor)